# スミス・ウエスタンズ
スミス・ウエスタンズ (Smith Westerns) は、イリノイ州シカゴ出身のインディーバンド。

## 概要
2007年、日系のカレンとキャメロンのオオモリ兄弟、マックスの3人が高校で出会いバンドを結成。
2009年6月、HoZac Recordsから1stアルバム『The Smith Westerns』をリリース。アルバムの大半はマックスの家の地下室でレコーディングされた。アルバムジャケットにニルヴァーナの『ネヴァーマインド』をパロディに使った。
2011年1月、Fat Possum Recordsから2ndアルバム『Dye It Blonde』をリリース。プロデューサーにTV オン・ザ・レディオ、ヤー・ヤー・ヤーズ、ビーチ・ハウスの作品で知られるクリス・コーディーを迎え製作された。Pitchforkで収録曲「Weekend」「All Die Young」が高く評価されBNMに選ばれた。また、NMEの年間ベストアルバムのリストでは29位に選ばれた。この年の8月にはサマーソニックで初来日。その翌週、ベルギーのPukkelpopフェスティバルでの演奏中にステージテントが崩壊する事故が起きた。メンバーは無事だったが、5人が亡くなり、140人が怪我をした。
2013年6月、バンドはMom + Pop Musicと契約し3rdアルバム『Soft Will』をリリースした。

## メンバー
- カレン・オオモリ (Cullen Omori) - ボーカル
- キャメロン・オオモリ (Cameron Omori) - ベース
- マックス (Max Kakacek) - ドラムス
- Julien Ehrlich

## ディスコグラフィ
スタジオ・アルバム
- The Smith Westerns (2009年6月5日, HoZac Records)
- ダイ・イット・ブロンド - Dye It Blonde (2011年1月18日, Fat Possum) 全米114位
- Soft Will (2013年6月25日, Mom & Pop)

シングル
- Weekend (2011年)